# Górków-Palais Krakau

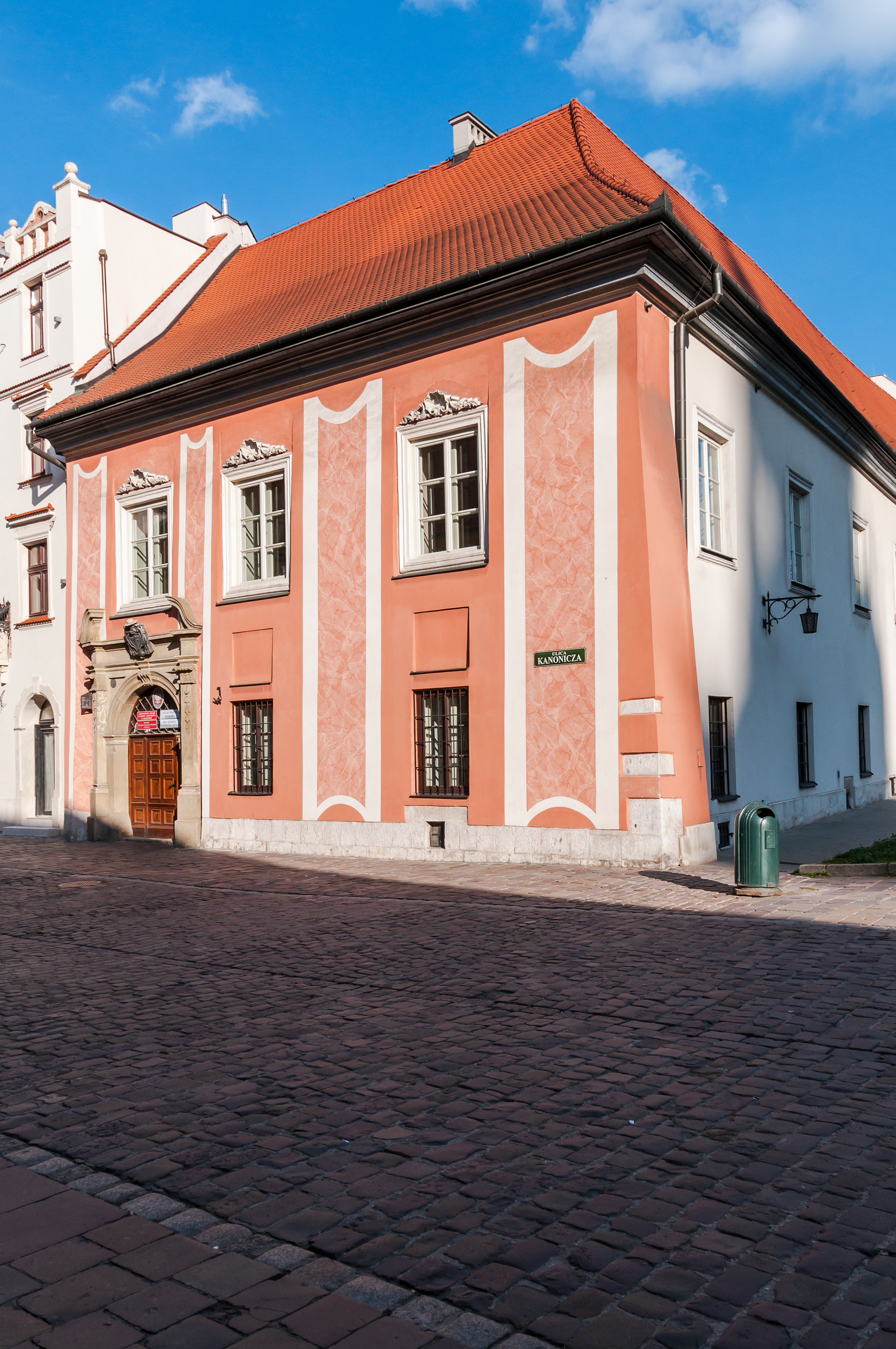
Fassade von der Ecke Kanoniker-Straße und Senat-Straße

Das Górków-Palais (polnisch Pałac Górków) in Krakau (Woiwodschaft Kleinpolen) ist ein ehemaliges Stadtpalais der Krakauer Bischöfe.

## Lage und Beschreibung
Das Renaissancegebäude liegt in Okół, dem südlichen Teil der Krakauer Altstadt, an der Kanoniker-Straße unterhalb des Wawel.

## Geschichte
Der Unterkronkanzler Klemens Moskarzewski ließ um 1400 anstelle älterer Gebäude hier ein gotisches Haus errichten, das im 16. Jahrhundert zu einem Stadtpalais ausgebaut wurde, als es den Krakauer Bischöfen gehörte. Nach dem Willen des Primas Poloniae Andrzej Krzycki sollte das Palais zukünftig von dem Primas genutzt werden. Nach seinem Tod gelangte es jedoch in den Besitz der Górka, die es im Stil des Manierismus ausbauten. Während der Konföderation von Bar wurde das Palais stark beschädigt und danach von Bischof Józef Olechowski restauriert. 1806 wurde das Gebäude von der österreichischen Verwaltung übernommen und unter anderem als Gefängnis genutzt. 1903 wurde Jaroslav Hašek, der spätere Autor von Die Abenteuer des braven Soldaten Schwejk, hier von den Österreichern inhaftiert.